# Pàmfil de Sicília
Pàmfil  (en llatí Pamphilus, en grec antic Πάμφιλος) fou un sofista o gramàtic de Sicília.
L'esmenta Ateneu de Naucratis que parla de la seva característica principal: quan era a taula sempre parlava en vers. (Deipnosophistae, II. p. 4, d.; Suides. s. v. Πάμφιλος οὑ̂τος; Fabricius. Bibliotheca Graeca vol. II. p. 313).